# Abraham Isaac Kook
Avraham Itzhak Hakohen Kook (în ebraică אברהם יצחק הכהן קוק, Kuk; n. 7 septembrie 1865, Grīva⁠(d), gubernia Curlanda⁠(d), Imperiul Rus – d. 1 septembrie 1935, Ierusalim, Palestina sub mandat britanic) a fost un rabin evreu palestinian, originar din Letonia, filozof și exeget erudit în studiul Torei, a fost rabin așkenaz al Jaffei și ulterior, cel dintâi Șef rabin așkenaz al Palestinei.
Considerat unul dintre pionierii sionismului religios, a introdus un concept nou, conform căruia factorul uman și nu cel divin, trebuie să joace un rol primordial în refacerea statului Israel. De asemenea, a promovat toleranța religioasă între evreii religioși și cei non-religioși.